# Gironville
Gironville település Franciaországban, Seine-et-Marne megyében. Lakosainak száma 161 fő (2022. január 1.). Gironville Bromeilles, Sceaux-du-Gâtinais, Arville, Beaumont-du-Gâtinais és Mondreville községekkel határos.

## Népesség
A település népességének változása:
| Lakosok száma | 159  | 157  | 162  | 155  | 153  | 153  | 152  | 157  | 161  |
|               | 2013 | 2015 | 2016 | 2017 | 2018 | 2019 | 2020 | 2021 | 2022 |